# Jean Isaac Sabatier
Pour les articles homonymes, voir Sabatier.
Jean Isaac Sabatier, né le 4 mai 1756 à Montauban (Tarn-et-Garonne) et mort le 18 juin 1829 à Avignon (Vaucluse), est un général français de la Révolution et de l’Empire.

## États de service
Il entre en service le 1er juin 1773, comme soldat au régiment de la Sarre, déserte et est jugé par contumace le 5 février 1778. En mars 1778, il s'engage comme cavalier au Régiment Mestre de Camp Général cavalerie, et en 1784, il entre au régiment Royal-Pologne cavalerie, jugé et condamné à la chaine la même année, il passe comme soldat au régiment Royal-Piémont cavalerie le 9 octobre 1784. Il est congédié le 12 octobre 1788.
En août 1789, il organise la Garde nationale de Nevers, puis il devient capitaine de grenadier en 1792, commande une compagnie franche du Maine-et-Loire contre les vendéens en 1793, et il prend le commandement du 7e bataillon de chasseurs de Baugé la même année. Il sert à l’armée des côtes de Brest de 1793 à 1794, et il est promu général de brigade provisoire le 19 novembre 1793. Le 16 avril 1794, il est envoyé à l’armée de l’Ouest, et le 27 avril, il commande l’Île de Noirmoutier à la place de Boivin. Il est suspendu de ses fonctions le 3 septembre 1794, arrêté le 4 avril 1795, et emprisonné à Fontenay-le-Comte le 7 avril suivant. Il est amnistié par la loi du 25 octobre 1795, et mis en liberté le 8 janvier 1796. Il se retire à Nevers. 
Le 6 mars 1798, il devient inspecteur des droits de passe dans le département du Mont-Blanc, puis officier des douane dans le département du Léman fin 1799. En 1800, il est rappelé à l’armée de réserve, mais non employé, il est réformé le 1er janvier 1802.
Accusé de propos séditieux, il est arrêté en Haute-Garonne et interné sur l’île d’Oléron, puis déporté sans jugement à Cayenne, en janvier 1804.
En 1809, il se distingue pendant la défense de la ville, lors de l’attaque portugaise de la Guyane, et il rentre en France le 13 juin 1809, après la reddition de la ville. Détenu à la l'hospice des maisons d'arrêt de Nantes, il obtient le traitement de réforme de chef de bataillon à la date de son retour en France soit le 13 juin 1809. Il est admis à la retraite le 22 novembre 1811. 
Mis en liberté et envoyé en surveillance à Verceil dans le Piémont, le 21 août 1811, il est relevé de sa surveillance le 2 mai 1814. Il se retire à Bordeaux puis à Tarbes, et demande à plusieurs reprises à être réintégré, sous la première restauration, pendant les Cent-Jours et lors de la seconde restauration, où il s'intitulait Sabatier de Sainte-Croix. Admis à la succursale de l’hôtel des Invalides à Avignon le 17 mars 1828, il est fait chevalier de Saint-Louis le 31 octobre 1828.
Il meurt le 18 juin 1829, à Avigon.

## Sources
- Jean Tulard (dir.), Dictionnaire Napoléon, vol. I-Z, Paris, Fayard, octobre 1999, 1000 p. (ISBN 2-213-60485-1), p. 683
- (en) « Generals Who Served in the French Army during the Period 1789 - 1814: Eberle to Exelmans »
- Thierry Pouliquen, « Les généraux français et étrangers ayant servis [sic] dans la Grande Armée » (consulté le 30 décembre 2014)
- (pl) « Napoléon.org.pl »
- Jean Destrem, Les déportations du consulat et de l'empire : (d'après des documents inédits), imprimerie G. Balitout, Paris, 1885, 547 p. (lire en ligne), p. 481
- Georges Six, Dictionnaire biographique des généraux & amiraux français de la Révolution et de l'Empire (1792-1814), Paris : Librairie G. Saffroy, 1934, 2 vol., p. 408